# Geoffrey Marcy
Geoffrey W. Marcy (ur. 29 września 1954) – amerykański astronom, który we współpracy z Paulem Butlerem i Debrą Fischer uczestniczył w odkryciu 70 spośród 100 pierwszych znanych planet pozasłonecznych. Potwierdził również obecność odkrytej przez Michela Mayora planety 51 Pegasi b. Inne osiągnięcia Marcy’ego to odkrycie:
- pierwszego układu złożonego z wielu planet wokół gwiazdy podobnej do Słońca – Ypsilon Andromedae;
- pierwszej planety tranzytującej – HD 209458 b;
- pierwszej planety, której promień orbity był większy niż 5 j.a. – 55 Cancri d;
- pierwszych planet pozasłonecznych o masie zbliżonej do Neptuna – GJ 436 b i 55 Cancri e.

## Kariera naukowa
Marcy edukację akademicką rozpoczął w UCLA, gdzie otrzymał tytuł licencjata z fizyki i astronomii, a w roku 1976 obronił pracę magisterską. Potem przeniósł się na Uniwersytet Kalifornijski w Santa Cruz, gdzie w roku 1982 otrzymał tytuł doktora w specjalności astrofizyka.
Następnie pracował jako wykładowca w Carnegie Institute w Waszyngtonie w latach 1982–1984, a od roku 1997 jest profesorem Uniwersytetu Stanowego San Francisco. Marcy mieszka z żoną Susan w Kalifornii.

## Nagrody
W 2001 r. otrzymał (wraz z Paulem Butlerem) Medal Henry’ego Drapera, a w 2005 (razem z Michelem Mayorem) Nagrodę Shawa w dziedzinie astronomii.